# NGC 145
NGC 145 је спирална галаксија у сазвежђу Кит која се налази на NGC листи објеката дубоког неба.
Деклинација објекта је - 5° 9' 14" а ректасцензија 0h 31m 45,6s. Привидна величина (магнитуда) објекта NGC 145 износи 12,7 а фотографска магнитуда 13,3. NGC 145 је још познат и под ознакама MCG -1-2-27, ARP 19, IRAS 00292-0525, PGC 1941.